# Bäckebols gård

Bäckebols gård är en herrgård och tidigare säteri, belägen vid en bäck i Backa socken i området Backa i Göteborg. Herrgården, med fastighetsbeteckning Backa 766:594, blev byggnadsminne den 9 januari 1969.  Herrgården började byggas i sten 1764 av vågmästaren och brukspatronen Johan Oliveholm och den restaurerades 1943–1944.

## Beskrivning

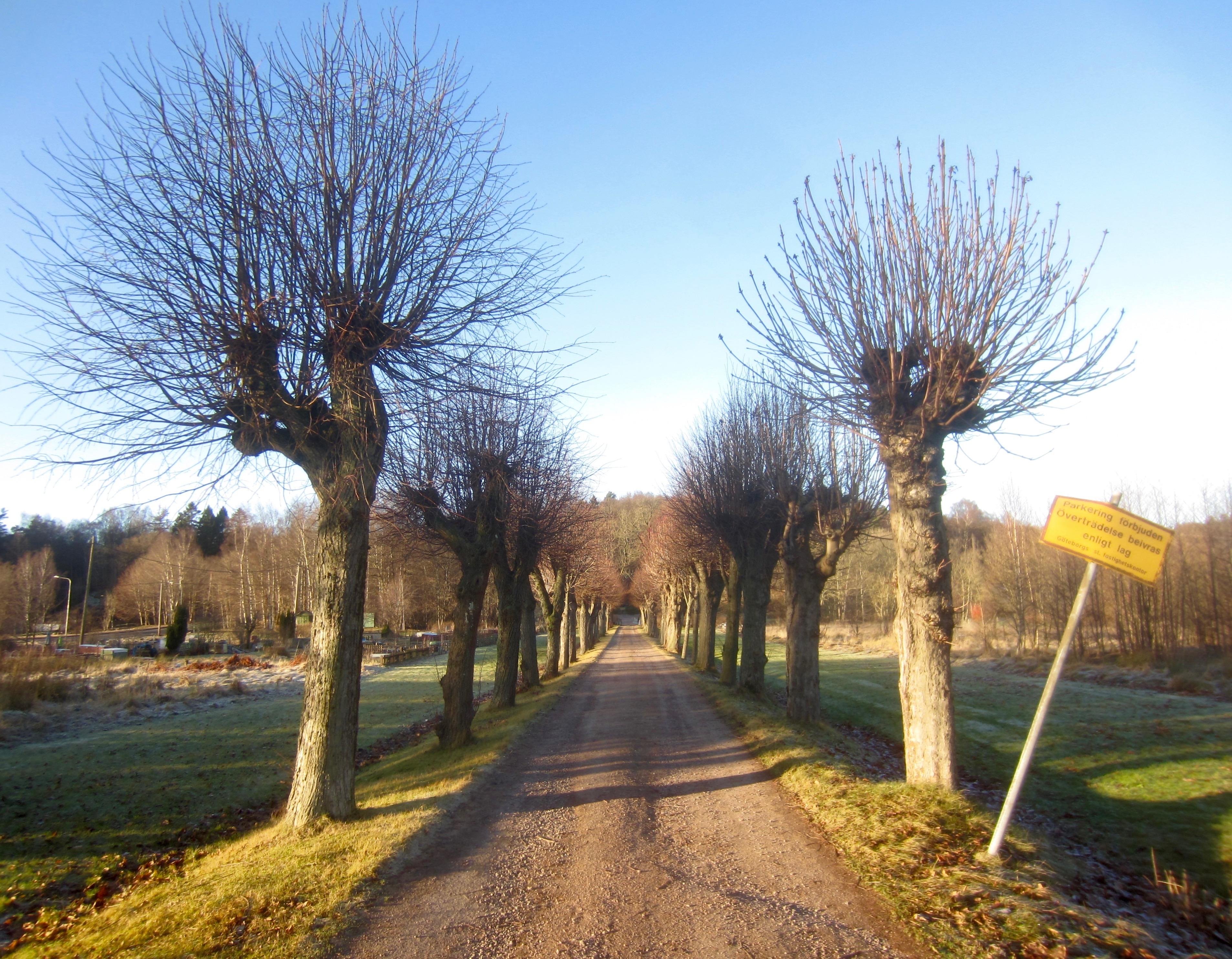
Allén som leder till Bäckebols gård.

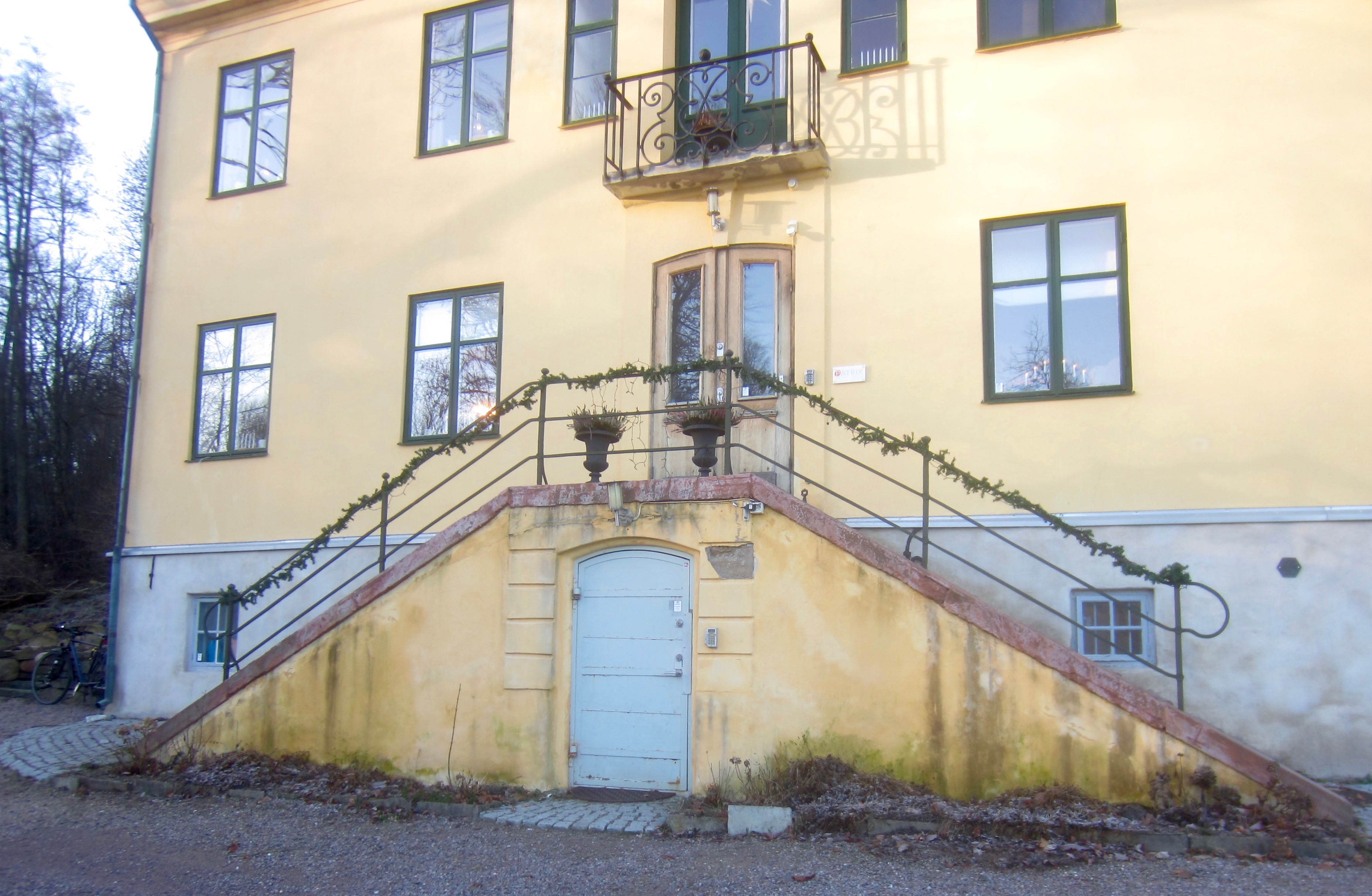
Fritrappa till huvudbyggnaden vid Bäckebols gård.

Huvudbyggnaden är av sten i två våningar med en källarvåning och brutet tegeltäckt tak, som saknar taksprång på gavlarna. Fasaderna är slätputsade utan dekor. Intressanta äldre detaljer, som ger byggnaden en speciell karaktär är entrésidans fritrappa av kalksten och lunettfönster på gavelspetsarna. 
Interiören är delvis bevarad sedan 1700-talet – bland annat har källaren kryssvalv och i hallen finns en minnestavla över husets tillkomst. Ett rum är inrett med en 1700-talskakelugn, som flyttats hit från Lärjeholms gård, och tidigare stod i Tyska kyrkans pastorsboställe.
Nordväst om byggnaden finns en terrasserad park och åt öster ligger en stor fruktträdgård. En 150 meter lång trädallé leder fram till huset. Cirka 600 meter väster om gatan ligger den Friedländerska begravningsplatsen.

## Historik
Bäckebols gård ägdes fram till 1700-talets mitt av adelsmän, som troligtvis inte bodde på gården. År 1759 köptes gården av Johan Oliveholm, som 1761 genomdrev ett storskifte i hela Lärje by, och utvecklade gården till en välskött anläggning. Efter det att han låtit uppföra bostadshuset 1764 köpte han 1774 en del av Skälltorps Östergård där en privat begravningsplats – Friedländerska begravningsplatsen – senare kom att anläggas.
Vid sekelskiftet 1800 övertogs gården av en ny ägare. Bäckebol ägdes sedan av bland andra familjerna Lindqvist, Friedländer och Bratt, vilka var besläktade. Under 1830-talet påbyggdes stenhuset med ytterligare en våning och ett nytt bostadshus av trä tillkom. Ungefär samtidigt uppfördes ännu ett bostadshus vid stranden av Göta älv, vilket fick namnet Fredrikshamns gård.
Fram till 1900-talets början tillkom enstaka hus kring huvudbyggnaden. Bostadshuset av trä flyttades 1870 till Fredrikshamns gård. År 1943 genomgick den gamla huvudbyggnaden en större restaurering efter ritningar av arkitekten Anders Funkquist. Därefter revs ekonomibyggnaderna. Numera omfattar Bäckebols gård en huvudbyggnad omgiven av en terrasserad trädgård och ett garage. Söder om trädgården, på mark som tidigare tillhörde Bäckebols gård, finns ett område med odlingslotter och en trädallé.